# Амортизатор

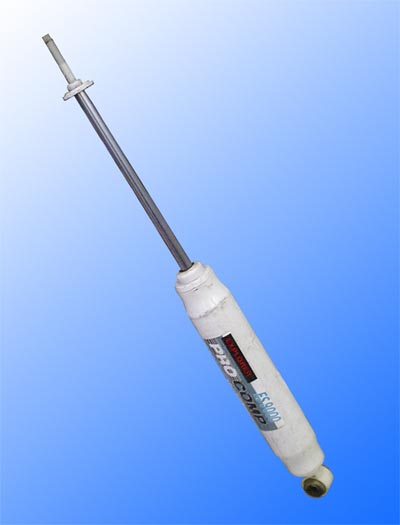
Амортизатор

Амортиза́тор (через фр. amortir — «ослаблять, смягчать», от лат. amortisatio — «ослабление»), или модератор тяги — устройство для гашения колебаний (демпфирования) и поглощения толчков и ударов подвижных элементов (подвески, колёс), а также корпуса самого транспортного средства, посредством превращения механической энергии движения (колебаний) в тепловую.
Амортизаторы применяют совместно с упругими элементами пружинами или рессорами, торсионами, подушками для гашения свободных колебаний больших масс и предотвращения высоких относительных скоростей меньших масс, связанных упругими элементами.
Не следует путать внешне похожие гидравлический трубный амортизатор и газовую пружину. Последние также часто встречаются в автотехнике и быту, но имеют другое назначение (а именно — создание толкающего усилия на штоке, например, для удержания в открытом положении капота или крышки багажника автомобиля).

## Классификация
- по принципу действия — на фрикционные или механические (сухого трения), гидравлические (вязкостного трения), электромагнитные (по схеме близки к линейным двигателям);
- по характеру действия сил трения — на амортизаторы одностороннего и двустороннего действия (с сопротивлением на прямом и обратном ходах);
- конструктивно гидравлические амортизаторы делятся на рычажно-лопастные, рычажно-поршневые и телескопические (двух- и однотрубные) с газовым подпором или без него;
- по характеру изменения силы сопротивления, в зависимости от перемещения катков, скорости и ускорения этого перемещения амортизаторы подразделяются на:
  - амортизаторы с примерно постоянной силой трения (например, простой механический амортизатор танка «Ландсверк»);
  - амортизаторы с силой трения, зависящей от перемещения («релаксационные», преимущественно устанавливаются на быстроходную гусеничную технику), при этом сила трения может быть как пропорциональна перемещению, так и иметь нелинейную зависимость;
  - амортизаторы с силой трения, пропорциональной скорости перемещения катка (подавляющее большинство современных гидравлических амортизаторов);
  - амортизатор, сопротивление которого меняется пропорционально ускорению.

### Односторонний и двусторонний
Односторонний амортизатор
У амортизатора такого типа сопротивление при ходе, соответствующем сжатию подвески, незначительно, а основное поглощение энергии происходит при отбое. Благодаря этому они обеспечивают несколько более плавный ход, однако с ростом неровностей дороги и скорости подвеска не успевает занять исходное положение до следующего срабатывания. Это приводит к пробоям и заставляет водителя снизить скорость. С появлением около 1930 года амортизаторов двойного действия одноходовая конструкция постепенно вышла из употребления.
Двусторонний амортизатор
Амортизатор, который действует (работает) в двух направлениях, то есть амортизатор поглощает энергию при движении штока в обе стороны, передавая, однако, при этом и некоторую часть усилия толчков на кузов при прямом ходе. Такая конструкция амортизатора эффективнее, чем амортизатор односторонний, в том смысле, что может быть построена с учётом необходимого компромисса между плавностью хода и стабильностью автомобиля на дороге. Для скоростных автомобилей характерны более «жёсткие» настройки, для комфортабельных пассажирских — более «мягкие», где бо́льшая часть работы амортизатора приходится на «отбой».
На автотранспорте, как правило, эффективность хода сжатия амортизатора (сжатие, наезд колесом на препятствие) делают меньше, чем эффективность хода отбоя (обратного движения). В этом случае при сжатии амортизатор меньше передаёт толчки от неровностей на кузов, и при растяжении «придерживает» колесо от ударов его о дорогу.

### Фрикционный амортизатор

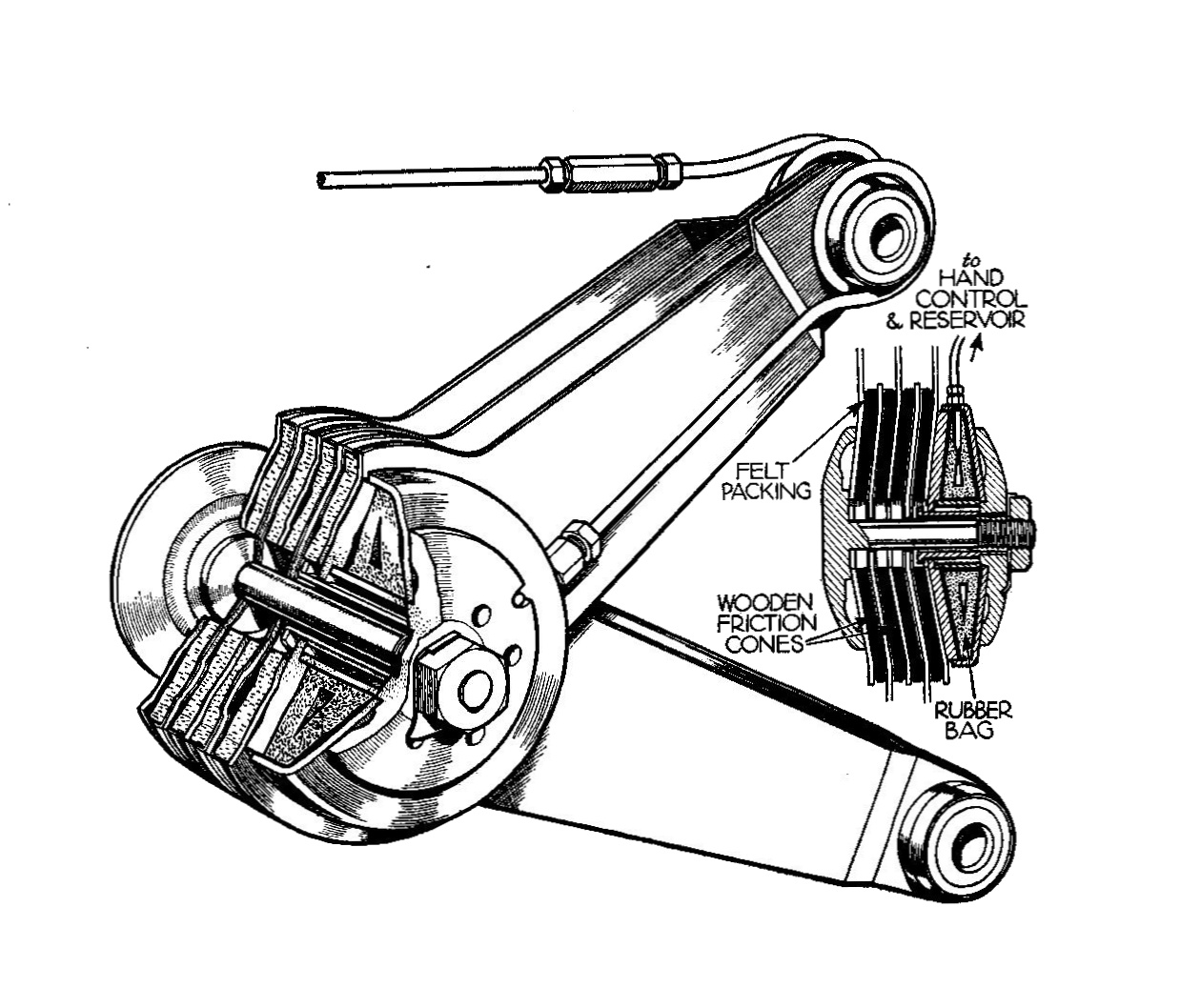
Фрикционный амортизатор.

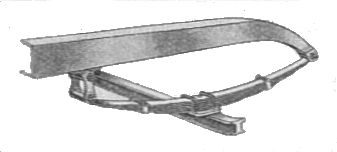
Листовая рессора

Фрикционные (механические) амортизаторы в простейшем случае представляют собой трущуюся пару с фиксированным усилием сжатия. Возможна конструкция с сопротивлением, пропорциональным перемещению, с оперативно регулируемым усилием и т. д. Очевидным свойством фрикционных амортизаторов является то, что их сопротивление не зависит от скорости перемещения рычага. Поэтому они в прямом смысле слова являются демпферами, так как выполняют только одну из указанных в определении амортизатора функций — гашение колебаний. Достоинства — простота и относительная ремонтопригодность, пониженные требования к механической обработке деталей, условиям эксплуатации, стойкость к мелким повреждениям. Принципиальные недостатки — неустранимый износ трущихся поверхностей и наличие некоторого усилия страгивания, избавиться от которого без усложнения механики невозможно. Как результат — на автомобилях данный тип амортизаторов давно не применяется, сохраняясь лишь на отдельных образцах военной техники. Также в лёгких и/или низкоскоростных транспортных средствах (мопеды, тракторы и т. п.) роль фрикционного гасителя колебаний может выполнять трение между деталями подвески.
Одна из самых массовых фрикционных амортизирующих конструкций в старых автомобилях — листовая рессора, которая совмещала в себе функции упругого элемента и демпфера, работающего за счёт взаимного трения листов рессоры.

### Гидравлические амортизаторы
Гидравлические амортизаторы получили наибольшее распространение. В гидравлических амортизаторах сила сопротивления зависит от скорости перемещения штока. Рабочее тело — масло (оно также является смазкой). Принцип амортизатора заключается в возвратно-поступательном движении поршня амортизатора, поршень через перепускной клапан вытесняет масло из одной камеры в другую, превращая механическую энергию в тепловую.
Жёсткость амортизаторов зависит от начальной настройки перепускных клапанов (для амортизаторов массового предназначения начальную настройку задаёт производитель на заводе однократно на всё время эксплуатации; в амортизаторах спортивного назначения жёсткость может регулировать пользователь), изначальной вязкости жидкости (масла) и температуры окружающей среды которая влияет на вязкость амортизаторной жидкости (масла).
Гидравлические амортизаторы делятся на несколько подвидов:
- По конструкции:
  - рычажные (распространённые до 50-х — 60-х годов)
  - двухтрубные (основной тип в настоящее время)
  - однотрубные (получают распространение)
- По давлению внутри амортизатора:
  - без газового подпора (в обиходе их называют просто масляными)
  - с газовым подпором низкого давления
  - с газовым подпором высокого давления

Газовый подпор, как правило, слабо влияет на жёсткость амортизатора, но значительно увеличивает стабильность характеристик в условиях сильных нагрузок за счет меньшего вспенивания масла; при повседневной езде разница совершенно незаметна.

#### Гидравлические рычажные

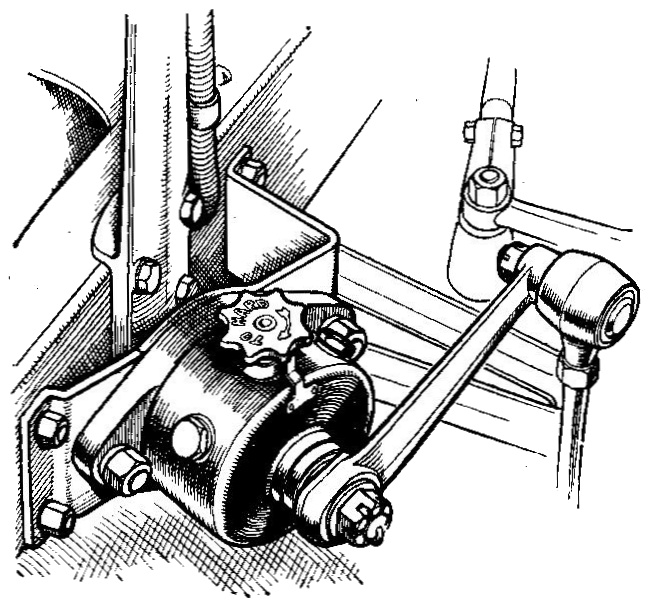
Коловратный гидравлический амортизатор типа Houdaille. Жёсткость регулировалась винтом.

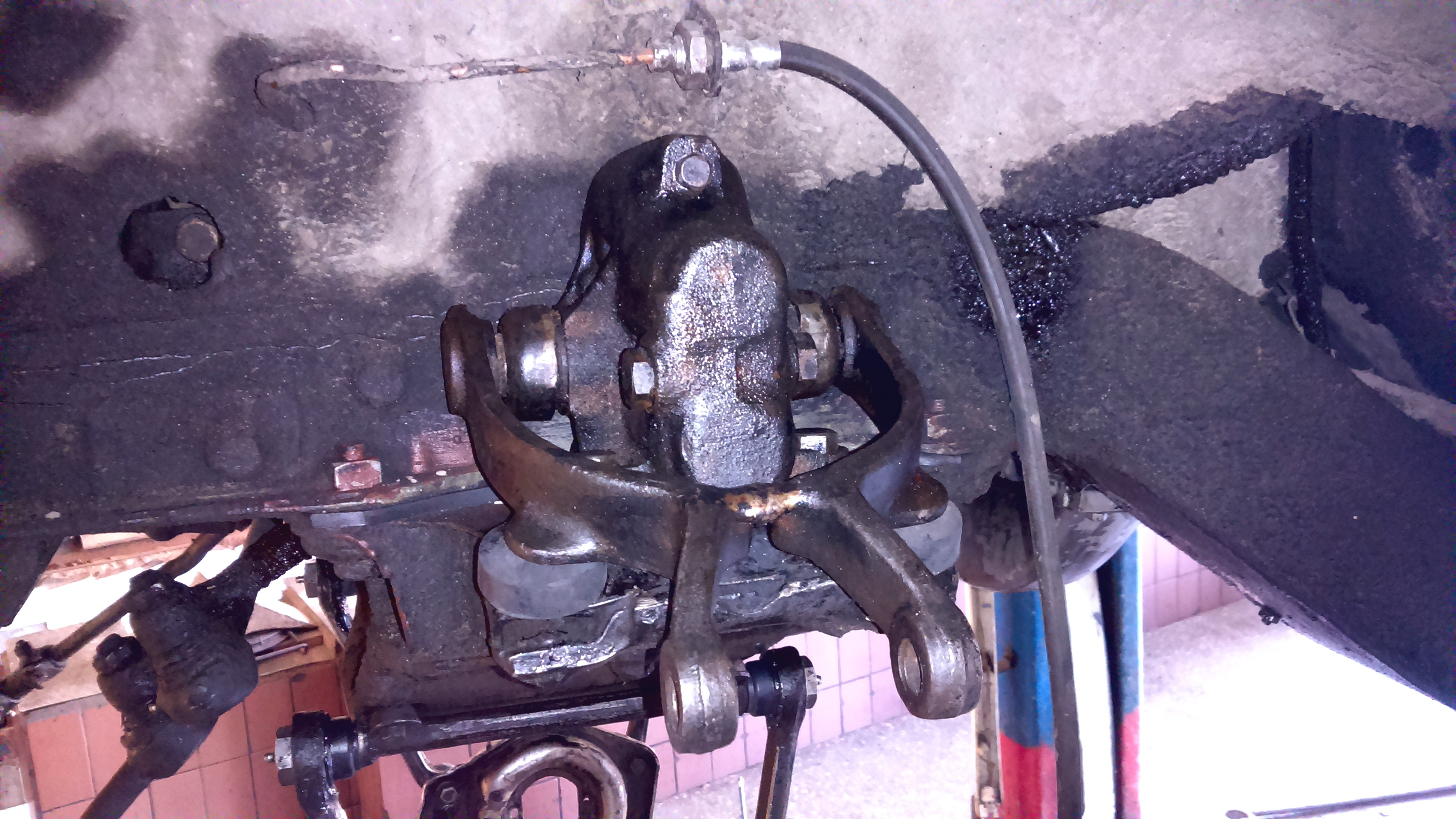
Рычажный гидравлический амортизатор в передней подвеске ГАЗ М-21И, объединённый с верхним рычагом подвески. Стойка подвески снята. На чугунном корпусе амортизатора хорошо видны приливы, внутри которых расположены поршни, а также болты-заглушки, за которыми скрываются клапаны отбоя и сжатия.

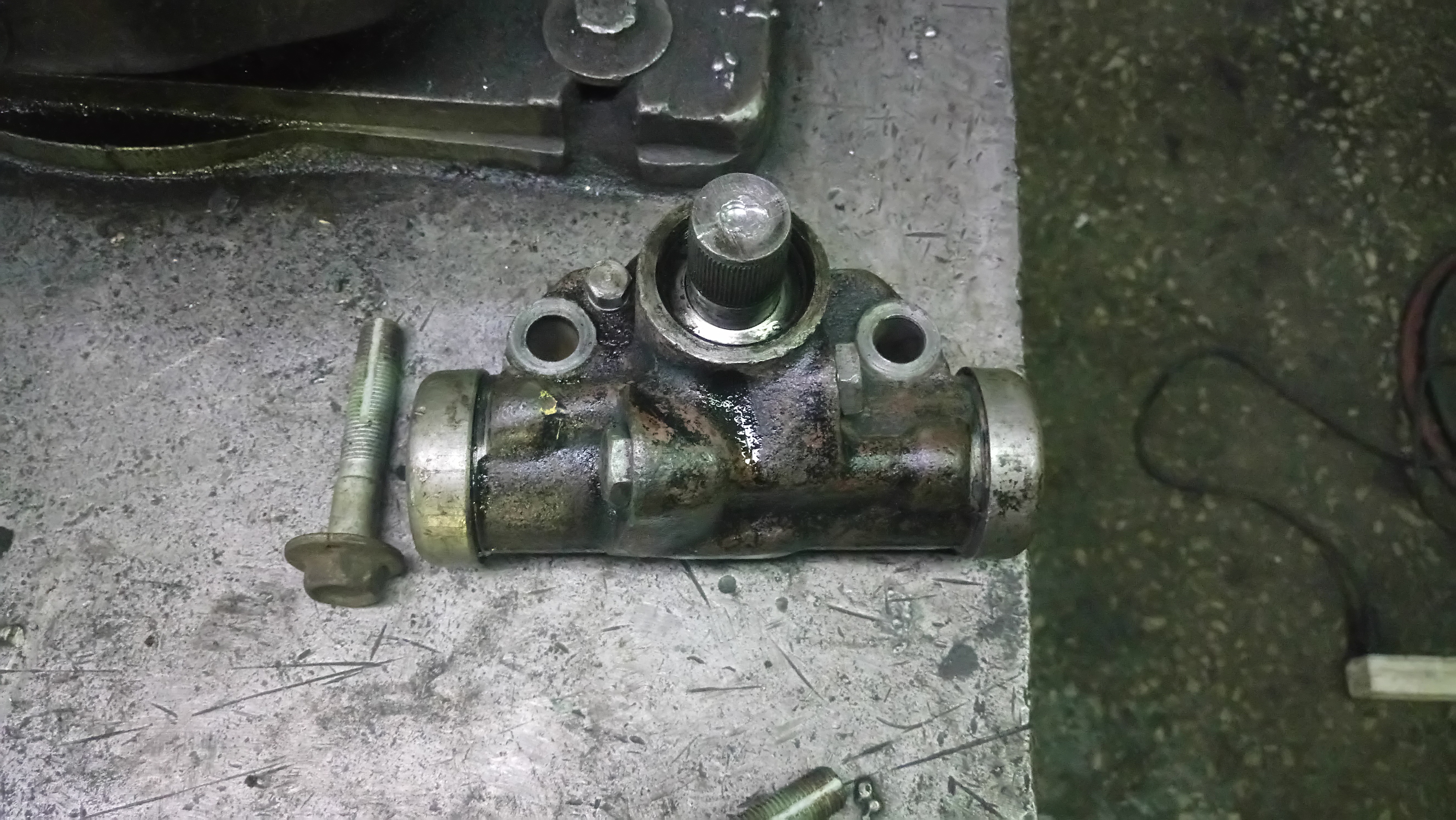
Задний рычажный амортизатор ГАЗ М-21И, частично разобранный для замены сальника. Хорошо видны ось рычага со шлицами, вращающаяся в латунных втулках, и болты-заглушки клапанов сжатия и отбоя, расположенные снизу от оси слева и справа. Внутри цилиндрической части ходят поршни.

В 1930-е годы фрикционные амортизаторы постепенно стали уступать место гидравлическим, однако последние мало напоминали привычные современным автомобилистам телескопические.
Первые гидравлические амортизаторы (англ. rotary vane pattern; в отечественной литературе тех лет — «коловратного типа» или «лопастные») изготавливались по патенту Мори́са Худейи́ (Maurice Houdaille; американское произношение — «Худай»), полученному им ещё около 1906 года, но в то время оставшемуся невостребованным. Они представляли собой цилиндрический корпус, заполненный маслом, внутри которого вращалось на оси колесо с четырьмя лопатками. Имевшиеся в лопатках калиброванные отверстия (на поздних моделях — отверстия с клапанами) создавали сопротивление потоку жидкости, возникающему при повороте оси, обеспечивая тем самым демпфирование. Корпус такого амортизатора неподвижно устанавливался на раме автомобиля, а на выходящую из него ось надевался рычаг, шарнирно соединённый с деталями подвески. Перестановкой рычага можно было регулировать жёсткость амортизатора. Впоследствии конструкция амортизаторов данного типа была усовершенствована, появилось дистанционное управление жёсткостью из салона, что было полезно на тогдашних плохих дорогах. Однако в целом, данная конструкция отличалась невысокой эффективностью и была сложна в производстве из-за необходимости обеспечения очень точной подгонки деталей амортизатора друг к другу, а также была практически неремонтопригодна даже в условиях оборудованной мастерской. Тем не менее, Ford использовал их на своих автомобилях до конца 1940-х годов. Из отечественных автомобилей использовались на ГАЗ-А.
Несколько позже появились рычажные гидравлические амортизаторы поршневого типа, в которых рычаг посредством кулачкового или кривошипного механизма приводил в движение поршень (в амортизаторах одностороннего действия) или поршни (двустороннего действия), создававшие ток жидкости, а демпфирование обеспечивали установленные в корпусе амортизатора клапаны, оказывавшие сопротивление перетеканию жидкости из одной полости в другую. Такие амортизаторы допускали настройку усилия при сжатии и отбое в широких пределах за счёт замены клапанов, которые обычно устанавливались на их корпусе снаружи за винтовыми заглушками. Так, на всех послевоенных легковых автомобилях ГАЗ с рычажными амортизаторами задние амортизаторы имели идентичную конструкцию, а отличались только клапанами (то есть, настройкой) и рычагами, рассчитанными на различные конфигурации подвески. После появления в середине 1930-х годов независимых передних подвесок на двойных поперечных рычагах такие амортизаторы нередко стали встраивать в их верхние рычаги.
Наряду с этим, для поршневых рычажных амортизаторов также были характерны определённые недостатки, в первую очередь — сравнительно высокая себестоимость, обусловленная большой металлоёмкостью и необходимостью механической обработки высокого класса точности для изготовления многих узлов, в частности — пары «цилиндр-поршень». Кроме того, из-за несовершенного уплотнения оси нередки были утечки рабочей жидкости из изношенных амортизаторов, что, впрочем, не выводило их из строя мгновенно и обычно исправлялось заменой уплотнения. За исключением элементарных работ по замене уплотнений и клапанов, рычажно-поршневые амортизаторы были практически неремонтопригодны вне заводских условий из-за высокой точности изготовления многих деталей, даже производить их полную разборку без большой необходимости в этом считалось крайне нежелательным.
В конце 1930-х годов их стали постепенно теснить близкие к современным трубчатые амортизаторы так называемого «авиационного типа», более дешёвые и технологичные в производстве, а также обладавшие большей стабильностью характеристик при движении на высокой скорости благодаря лучшей способности рассеивать тепло. Тем не менее, «рычажники» оставались популярны и в первое послевоенное десятилетие, а на некоторых автомобилях использовались вплоть до 1960-х годов. В настоящее время рычажные амортизаторы можно встретить только в подвеске бронетехники: например, на танках Т-55, Т-62 и Т-72 используются рычажные амортизаторы лопастного (коловратного) типа, главным образом благодаря своей компактности и возможности достаточно свободной компоновки относительно других деталей подвески.

#### Гидравлические двухтрубные

Двухтрубный гидравлический амортизатор

Двухтрубный амортизатор состоит из двух соосных (одна в одной) труб, внешняя из которых является корпусом, внутренняя заполнена рабочей жидкостью и в ней перемещается поршень с клапанами. Пространство между трубами заполнено запасом жидкости для охлаждения и компенсации утечек, а также воздухом — для компенсации изменения объёма (температурное расширение жидкости и вход-выход штока).
Применяются в подвеске автомобилей для спокойного и размеренного движения без резких поворотов и торможений. Предназначены для работы в условиях хороших дорог.
В автоспорте амортизаторы двухтрубной конструкции не применяются, поскольку не соответствуют требованиям снижения неподрессоренных масс, стабильности, надёжности и рабочего ресурса в условиях проведения спортивных мероприятий. Исключением является, пожалуй, только дрифтинг, где могут применяться двухтрубные амортизаторы с повышенным давлением компенсационного газа(около 6-8 атмосфер), поскольку соревнования проходят только на очень ровном дорожном покрытии и невысоких скоростях.
Достоинства:
- Относительная простота изготовления и ремонта
- Приемлемые рабочие характеристики (в том числе надёжность) для большинства применений в транспорте
- Отсутствие выступающих деталей — может устанавливаться внутри пружины подвески
- Малое давление внутри и соответственно требования к уплотнению штока. В основном именно это обосновывает их низкую стоимость и более дешёвые материалы для изготовления
- При небольшом пропускании запаса масла в амортизаторе может хватить на несколько лет при полном сохранении работоспособности амортизатора (но ухудшении охлаждения)

Недостатки:
- При высоких нагрузках (плохие дороги, бездорожье или спортивные заезды) масло и компенсационный газ в полости С перемешиваются и образуют пену, препятствующую охлаждению амортизатора. Перегретый амортизатор теряет свои характеристики и автомобиль становится опасно менее управляемым
- При движении в сложных условиях в данной конструкции амортизаторов (плохие дороги, бездорожье) установлена высокая вероятность возникновения кавитации, причём, чем ниже давление компенсационного газа, тем выше эта вероятность. Возникновение данного явления приводит к быстрому выходу из строя амортизаторов, а также повреждения других деталей подвески — как следствие выхода из строя первых
- При износе характеристики амортизаторов данной конструкции ухудшаются очень плавно и незаметно для водителя, вследствие чего необходимо более тщательно контролировать их работоспособность
- На высоких скоростях из-за недостаточной скорости реакции амортизатора на неровности управляемость автомобиля резко падет
- Несколько увеличивают вероятность возникновения аквапланирования
- При установке в подвеску автомобиля максимальный угол наклона без резкого снижения работоспособности 45° к вертикали. Перед установкой обязательна «прокачка» — для удаления пузырьков газа из рабочей полости
- Должен устанавливаться только корпусом вниз (штоком «А» вверх), что ухудшает характеристики подвески (увеличение неподрессоренных масс)
- Хранить и перевозить необходимо только в вертикальном положении

#### Гидравлические однотрубные

Однотрубный амортизатор

Представляют собой трубу, заполненную рабочей жидкостью, в которой перемещается поршень с клапанами. Для компенсации изменения объёма рабочей жидкости (температурные и вход-выход штока) «дно» цилиндра заполнено газом, отделённым от рабочей жидкости плавающим поршнем-перегородкой. Давление газа, как правило, около 18-25 атмосфер (для улучшения характеристик рабочей жидкости при нагреве и устранения вероятности возникновения кавитации).
Достоинства:
- Данная конструкция является практически самой эффективной
- Стабильные показатели в самых разных дорожных условиях, при высоких нагрузках (разбитые дороги, полное бездорожье, спортивная езда и т. д.), а также лучшая скорость реакции на внезапные неровности дорожного покрытия даже на высоких скоростях.

Характеристики очень стабильны за счёт того, что компенсационный газ «F» отделён от жидкости плавающим поршнем «Е» и эффект вспенивания рабочего тела (масла) при работе отсутствует полностью; за счёт высокого давления газа и, как следствие, жидкости в данной конструкции кавитация не возникает даже при сверхвысоких нагрузках (ралли, движение в условиях бездорожья и т. д.)
- Меньшие углы крена при вхождении автомобиля в повороты по сравнению с двухтрубной конструкцией, на 5-20 % уменьшается тормозной путь
- Благодаря более стабильному давлению автомобильных колёс на дорожное покрытие эффект аквапланирования возникает несколько позже по кривой разгона
- Такие амортизаторы не боятся наклонов, не требуют «прокачки» перед установкой и могут устанавливаться штоком вниз, что улучшает характеристики подвески за счёт снижения неподрессоренных масс
- Стенка рабочего цилиндра имеет непосредственный контакт с воздухом, что улучшает охлаждение жидкости (масла) и приводит к снижению вероятности перегрева (то есть ускоряется охлаждение)
- Поршень и цилиндр имеют большой диаметр, а жидкость больший объём — это увеличивает теплоёмкость системы (нагрев происходит значительно медленнее)
- Имеют в среднем в 1,5-2,2 раза больший срок службы в сравнении с амортизаторами двухтрубной конструкции с теми же размерами
- Однотрубный амортизатор может быть экономически выгоден для владельцев автомобиля, поскольку больший срок службы экономит время ремонтов и расходы на замену, сопоставимые со стоимостью самого амортизатора, а также обеспечивает большую безопасность движения на дороге

Недостатки:
- Если компенсационная камера «F» находится прямо в рабочем цилиндре, то данный амортизатор имеет меньший ход по сравнению с двухтрубной конструкцией при одинаковых внешних размерах (длине), однако уменьшение габаритов клапанных наборов и поршня значительно снижает эту величину
- Вынесение компенсационной камеры в отдельный элемент применяется только для отдельно взятых автомобилей, в основном ориентированных на спортивную езду и в серийном производстве не используется
- Высокое давление в амортизаторе создаёт значительную выталкивающую силу на шток (десятки килограмм), что может требовать замены пружин подвески на более слабые
- Данный амортизатор очень критичен к повреждению (вмятинам) на внешней стенке цилиндра, это приводит к заклиниванию поршня и полному выходу из строя, в то время как двухтрубный амортизатор не замечает даже крупных вмятин. Согласно статистке, вероятность возникновения данных повреждений приближается к 0,01 % относительно всего объёма поставляемых амортизаторов, значительная часть случаев происходит при транспортировке или неквалифицированной установке в подвеску
- Однотрубный амортизатор сложней в изготовлении, чем двухтрубный, поскольку высокое давление компенсационного газа накладывает значительно большие требования к качеству уплотнений, материалам и покрытиям деталей. Это обосновывает более высокую стоимость амортизатора

### Газовый амортизатор
- Не следует путать с пневмобаллоном.

Амортизатор, действующим веществом которого является газ. Возвратно-поступательное движение штока амортизатора затрудняется работой по перепусканию через небольшое отверстие газа из одной камеры в другую, но есть варианты с одной камерой из которой воздух через ограничительные отверстия выходит в атмосферу и обратно в такой конструкции довольно часто нет сальников, по причине простоты(и следственно дешевизны) популярен в стиральных машинах. Но по технологии производства и по логике они все являются газомасляными. На серийные автомобили амортизаторы такой конструкции не устанавливаются.

### Комбинированный амортизатор
Газомасляный или олеопневматический амортизатор, действующим веществом которого является как масло, так и газ. Работает масло, газ устраняет образование пены.

### Электрогенерирующий амортизатор
Амортизаторы, вырабатывающие энергию из колебаний автомобильной подвески. Принцип действия системы заключается в рекуперации энергии от работы подвески, а затем возвращении этой энергии в электрическую систему автомобиля и подзарядке аккумулятора за её счёт.

### Регулируемые амортизаторы
Благодаря регулируемым амортизаторам водитель может сам выбирать режим работы подвески автомобиля, зачастую между спортивным, комфортным и промежуточным. Наибольшее распространение имеют такие вариации регулируемых амортизаторов:

#### Гидромеханическая адаптивная система с дополнительным клапаном
Благодаря дополнительному клапану, в котором находится жидкость, появляется возможность регулировать жесткость автомобильной подвески. В зависимости от частоты колебаний подвески клапан открывается, запускает жидкость в амортизатор, обеспечивая более плавную езду, а в случае вождения по обычной ровной трассе подвеска сохраняет свою жесткость, что позволяет автомобилю не крениться в поворотах.

#### Регулировка с помощью электромагнитных перепускных клапанов
Встроенные датчики, получая сигнал, как от водителя, так и в адаптивном автоматическом режиме, изменяют сечение клапана благодаря внутреннему соленоиду, делая амортизатор более жестким или мягким.

#### Применение магнитореологической жидкости
Идея основана на свойствах магнитореологической жидкости, коллоидного раствора ферромагнитных частиц в масле. Под воздействием магнитного поля вязкость такой жидкости плавно изменяется. Система включает в себя  электромагнит, который размещён в поршне и приводит механизм в действие, воздействуя на жидкость. В сравнении с другими подобными адаптивными подвесками такая конструкция позволяет добиться не только более высокого быстродействия, но и уберегает систему от перегрева, что повышает качество работы подвески в целом.

## Применение

### В автомобилестроении
Подход к назначению амортизатора в различных школах автомобилестроения в некоторой степени можно определить по названию, которое ему даётся. Например, нем. Dämpfer — гаситель колебаний (демпфер), англ. Shock-absorber — поглотитель ударов.

### В танкостроении
В танкостроении принцип действия немецких телескопических амортизаторов времён Второй мировой войны (танки Pz.III, Pz.V, Pz.VI) и фрикционного амортизатора современного «Леопард-2» не предусматривает поглощение ими ударов. Первые — одностороннего действия на обратном ходе катка, то есть при ударе во время прямого хода катка практически не работают, сопротивление вторых не зависит от скорости перемещения катка, поэтому при ударе амортизатор поглотит примерно столько же энергии, сколько при медленном перемещении катка на такую же величину. Англичане применяли в основном гидравлические амортизаторы двустороннего действия (танки «Крусайдер», «Кромвель», «Валентайн»), сопротивление которых зависит от скорости перемещения катка и при ударе возрастает многократно, отсюда и название «поглотитель ударов».

### В авиатехнике
В авиатехнике мощные амортизаторы используются на шасси самолётов. Их задача (как и задача всей конструкции шасси) схожа с амортизаторами в автомобилях — смягчить перегрузки при контакте с покрытием взлётно-посадочной полосы на посадке, чтобы нагрузки на узлы самолёта не превышали допустимых при выполнении штатной посадки, а также чтобы можно было в экстренных случаях совершить безопасную для людей посадку при превышении максимальной посадочной массы вплоть до максимальной взлётной.
Амортизаторы на стойках шасси почти всех современных самолётов построены по принципу газовой пружины — упругим элементом в таком амортизаторе служит не механическая пружина, а технический азот, заряжаемый (закачиваемый в полости амортизатора) от наземного аэродромного азотозаправщика, под строго определённым давлением, зависящим от взлётного веса самолёта на данный вылет и температуры окружающей среды. Применяются однокамерные, двух- и даже трёхкамерные амортизаторы.

### На железнодорожном транспорте
На железнодорожном транспорте гашение энергии необходимо производить как в вертикальном, горизонтальном поперечном, так и в горизонтальном продольном по отношению к движению направлениях. Амортизаторы в первых двух направлениях обычно используются масляные и устанавливаются под углом 45 градусов между вертикальной и горизонтальной поперечной движению плоскостями. То есть один амортизатор гасит энергии в двух направлениях. Продольные амортизаторы железнодорожного подвижного состава называют — поглощающий аппарат автосцепного устройства. Поглощающие аппараты различают грузового типа и пассажирского. Поглощающие аппараты грузового типа различают по классам Т0, Т1, Т2, Т3 — в зависимости от энергии, которую он поглощает (50 кДж — первый и 190 кДж — последний) и других его технических характеристик, описанных в ОСТ-32-175-2001.

### В судостроении
В судостроении для защиты от вибрации и ударных нагрузок оборудования используются резинометаллические амортизаторы АКСС (амортизаторы корабельные сварные со страховкой). Амортизатор АКСС представляет собой резинометаллическое изделие, состоящее из металлической скобы, планки несущей и планки опорной, которые соединены между собой привулканизованным резиновым массивом. Для защиты от вибрации и ударных нагрузок электрических щитов и пультов в судостроении находят применение тросовые амортизаторы.